# 朱虎
朱虎（13世纪？—1303年），元朝官员，崇明人，朱清的次子，朱旭的哥哥。
朱清本来是南宋海盗，后来归顺元朝。至元十八年（1281年），南宋都统崔顺因为宋朝灭亡，在山东沿海抗元，驻在紫雾岛。忽必烈派朱清招抚，问用兵多少。朱清说：“只率壮士二人，及我儿朱虎在此，不烦兵力。”于是招抚崔顺，将其诱杀，崔顺属下归降。朱虎后来官至昭勇大将军、都水监。大德七年（1303年），朱清被人诬告谋反，朱清、朱虎父子弃市。朱虎妻茅氏没于官，有千户想要娶她。她自缢而死。至大三年（1310年），中书上奏为他雪冤，以朱清幼子完者都为枢密院判官，子孙全都返回太仓，归还其田宅。